# Nebria bargusinica
Nebria bargusinica  (лат.) — вид жуков-жужелиц из подсемейства плотинников. Россия, горный эндемик Прибайкалья: Баргузинский, Верхнеангарский и Байкальский хребты, Джидинское нагорье. Альпийский и субальпийский вид. Распространён в верхнем поясе горной тайги до высокогорных тундр и снежных пятен (1400—2200 м).